# هسبان وأمريكيون لاتينيون
الهسبان والأمريكيون اللاتينيون  (بالإسبانيّة: Estadounidenses hispanos) هم مواطنو الولايات المتحدة من أصول بلدان أمريكا اللاتينية وإسبانيا. تتقاسم المجموعة لغة (الإسبانية)، والتراث الثقافي العرقي بدلاً من العرق. إذ تتعدد أعراق الأمريكيون اللاتينون منهم من أصول أوروبية أو هندية أو مستيزو أو إفريقية. لدى الولايات المتحدة أكبر عدد من السكان الهسبان والأمريكيين اللاتينيين خارج أمريكا اللاتينية. بشكل عام، يشمل المصطلح جميع الأشخاص في الولايات المتحدة الذين يعرّفون أنفسهم على أنهم من أصول لاتينية أو هسبانيَّة، سواء كانوا من أصول كاملة أو جزئيّة. بالنسبة إلى مكتب تعداد الولايات المتحدة لعام 2010، كان الأشخاص الذين تم اعتبارهم «من أصل إسباني» أو «لاتيني» هم أولئك الذين حددوا إحدى الفئات المحددة من أصل هسباني أو لاتيني المدرجة في استبيان التعداد («مكسيكي» أو «بورتوريكي» أو «كوبي») وكذلك أولئك الذين أشاروا إلى أنهم «إسبان أو هسبان أو لاتينيون آخرون». الأصول القومية المصنفة من قبل مكتب تعداد الولايات المتحدة هي من أصل هسباني أو لاتيني هي: الأرجنتينية، والكوبية، والكولومبية، والبورتوريكية، والدومينيكية، والمكسيكية، والكوستاريكية، والغواتيمالية، والهندوراسية، والنيكاراغوية، والبنمية، والسلفادورية، والبوليفية، والإسبانية، والتشيلية، والإكوادورية، والباراغوية، والبيروفية، والأوراغوانية والفنزويلية. توجد لدى الوكالات الحكومية الأخرى في الولايات المتحدة تعريفات مختلفة قليلاً لهذا المصطلح، بما في ذلك البرازيليين وغيرهم من المجموعات الناطقة باللغة البرتغاليَّة. يستخدم مكتب تعداد الولايات المتحدة المصطلحات من أصل هسباني واللاتيني بالتبادل.
يمكن اعتبار «الأصل» بمثابة السلالة أو مجموعة الجنسية أو النسب أو بلد ميلاد الشخص أو بلد والدي الشخص أو أسلافه قبل وصولهم إلى الولايات المتحدة. الأشخاص الذين يعرفون أنهم إسبان أو هسبان أو لاتينيون قد يكونون من أي عرق. وباعتبارها واحدة من فئتي العرقيتين والإثنيتين المحددتين في الولايات المتحدة (والأخرى هي «ليست لاتينية أو هسبان»)، فإن اللاتينيين يشكلون وحدة إثنية تضم مجموعة متنوعة من التراث الثقافي واللغوي المترابط. معظم الأمريكيين من أصل هسباني هم من أصل مكسيكي، وبورتوريكي، وكوبي، وسلفادوري، ودومينيكي، غواتيمالي، أو كولومبي. يختلف المنشأ السائد للسكان من أصل هسباني في المنطقة باختلاف المواقع. عموماً فإن أكبر الجماعات الأمريكية اللاتينية هم المكسيكيين والذين يشكلون أكثر من 60% من مجمل الأمريكيين اللاتينين يليهم البورتوريكيين.
الأمريكيون من أصل هسباني هم ثاني مجموعة عرقية تنمو بسرعة في الولايات المتحدة بعد الأمريكيين الآسيويين. الهسبان أو اللاتينيين عموماً هي ثاني أكبر مجموعة عرقية في الولايات المتحدة، بعد البيض غير اللاتينيين (وهي مجموعة، مثل الهسبان واللاتينيين، وتتألف من العشرات من المجموعات الفرعية من أصل وطني مختلف). التنوع الجغرافي والسياسي والاجتماعي والاقتصادي والعرقي للأميركيين الهسبان واللاتينيين يجعل جميع ذوي الأصول الهسبانية مختلفين للغاية حسب تراثهم العائلي أو أصلهم القومي. بعد الميزات الثقافية المختلفة تميل إلى توحيد ذوي الأصول اللاتينية والهسبانية من هذه الخلفيات المتنوعة.
لقد عاش الهسبان في الولايات المتحدة الحالية بشكل مستمر، منذ تأسيس مستوطنة سانت أوغسطين من قبل الإسبان في عام 1565. بعد الأمريكيين الأصليين، فإنَّ المُنحدرين من أصل هسباني هم أقدم مجموعة عرقية تسكن في مناطق شتى في ما هو اليوم الولايات المتحدة. والعديد منهم من أصول أمريكية أصلية. استعمرت الإمبراطورية الإسبانية مساحات كبيرة من ما هو اليوم جنوب غرب الولايات المتحدة والساحل الغربي، وكذلك ولاية فلوريدا. وشملت مستعمراتها السابقة اليوم كل من ولاية كاليفورنيا ونيو مكسيكو ونيفادا وأريزونا وتكساس، وجميعها جزء من جمهورية المكسيك بعد استقلالها في عام 1821 حتى نهاية الحرب المكسيكية الأمريكية في عام 1848. وعلى النقيض، فإن المهاجرين من أصل هسباني إلى منطقة نيو يورك-نيو جيرسي الحضرية تتشكل من مجموعة واسعة من القادمين من دول أمريكا اللاتينية.
تحوي مدينة لوس أنجلوس على أكبر تجمع لاتيني في الولايات المتحدة مع 5.8 مليون نسمة يشكلون 45% من سكان المدينة، تليها مدينة نيويورك مع 4.3 مليون هسباني أو 24% من سكان المدينة. على مستوى الاقتصادي-التعليمي يعتبر الفنزويليين الأمريكيين المجموعة اللاتينية الأكثر تعليمًا مع 50% منهم حاصلين على شهادة جامعية يليهم الأرجنتينين مع 39% منهم حاصلين على شهادة جامعية. ويعتبر الأرجنتيين الأمريكيين المجموعة الأمريكية الأكثر ثراء مع متوسط معاشي 55,000 دولار أمريكي، يليهم الفنزويليين والبوليفيين مع 50,000 دولار أمريكي. معظم الهسبان والأمريكيون اللاتينيون في الولايات المتحدة هم من أتباع الديانة المسيحية، وينتمي معظمهم إلى الكنيسة الرومانية الكاثوليكية. وفقاً لدراسة قامت بها مركز بيو للأبحاث عام 2014 فإن حوالي 80% من الهسبان والأمريكيون اللاتينيون من المسيحيين، وفي السنوات الأخيرة ازدادت أعداد ونسب البروتستانت بين الهسبان والأمريكيين اللاتينيين بشكل ملحوظ.
أوضحت دراسة نُشرت في عام 2015 في المجلة الأمريكية لعلم الوراثة البشرية، استنادًا إلى بيانات ومعطيات جُمعت من 8,663 شخص يعرف ذاته كلاتيني، أن اللاتينيين في الولايات المتحدة كانوا يحملون جينيات 65.1% من أصل أوروبي، وحوالي 18.0% من أصل أمريكي أصلي، وحوالي 6.2% من أصل أفريقي. ووجدت الدراسة أن اللاتينيين الذين يصفون أنفسهم من الجنوب الغربي، وخاصةً أولئك الذين يعيشون على طول الحدود المكسيكية، لديهم أعلى نسب من أصول الأمريكيين الأصليين.

## ديموغرافيا
| مجموعات الهسبان        | التعداد    | % من الهسبان |
| ---------------------- | ---------- | ------------ |
| مكسيكيون               | 31,798,258 | 63.0         |
| بورتوريكيون            | 4,623,716  | 9.2          |
| كوبيون                 | 1,785,547  | 3.5          |
| سلفادوريون             | 1,648,968  | 3.3          |
| دومينيكان              | 1,414,703  | 2.8          |
| غواتيماليون            | 1,044,209  | 2.1          |
| كولومبيون              | 908,734    | 1.8          |
| إسبان                  | 635,253    | 1.3          |
| هندوراسيون             | 633,401    | 1.3          |
| إكوادوريون             | 564,631    | 1.1          |
| بيروفيون               | 531,358    | 1.1          |
| نيكاراغويون            | 348,202    | 0.7          |
| أرجنتينيون             | 224,952    | 0.4          |
| فنزويليون              | 215,023    | 0.4          |
| بنميون                 | 165,456    | 0.3          |
| تشيليون                | 126,810    | 0.3          |
| كوستاريكيون            | 126,418    | 0.3          |
| بوليفيون               | 99,210     | 0.2          |
| أوروغوايانيون          | 56,884     | 0.1          |
| باراغوايانيون          | 20,023     | -            |
| جميع اللاتينين الآخرين | 3,505,838  | 6.9          |
| مجموع                  | 50,477,594 | 100          |